# ماری موری
ماری موری (ژاپنی: 森 茉莉)؛ (زادهٔ ۷ ژانویه ۱۹۰۳ در توکیو و درگذشتهٔ ۶ ژوئن ۱۹۸۷ در همان شهر)، رمان‌نویس و نویسندهٔ زن ژاپنی و دختر موری اوگای پزشک، نویسنده و عضو سرشناس ارتش امپراتوری ژاپن بود.
ماری موری با تألیف چند رمان که اغلب مضمون همجنس‌گرایی دارند، برندهٔ دو جایزه بزرگ ادبی ژاپن با عناوین توشیکو تامورا (田村俊子賞, Tamura Toshiko Shō) و ایزومی کیوکا (泉鏡花文学賞, Izumi Kyouka Bungaku Shou) شد.